# Tigrioides argillacea
Tigrioides argillacea là một loài bướm đêm thuộc phân họ Arctiinae, họ Erebidae.